# Chika Unigwe
Chika Nina Unigwe est une écrivaine nigériane, née à Enugu en 1974. Elle écrit en anglais et en néerlandais. En avril 2014, elle est sélectionnée pour le festival de Hay (en) dans le cadre du projet Africa39, qui vise à mettre en valeur une sélection de 39 auteurs particulièrement prometteurs, ayant moins de 40 ans, originaires d'Afrique subsaharienne et de sa diaspora.

## Biographie
Chika Unigwe est née le 12 juin 1974 à Enugu,,, au Nigeria. Après des études universitaires au Nigeria, elle suit son époux, Jan Vandenhoudt à Turnhout en Belgique et y suit à nouveau une formation universitaire.
Elle est titulaire d'une licence en langue anglaise et en littérature, de l'université de Nsukka au Nigeria, d'une maîtrise universitaire de l'université catholique de Louvain et d'un doctorat, obtenu en 2004, à l'université de Leyde aux Pays-Bas.
Elle publie des nouvelles de fiction dans plusieurs anthologies, revues et magazines dont Wasafiri (en), Moving Worlds (Université de Leeds), Per Contra, Voices et Okike (Université du Nigeria).
Elle remporte en 2003, le prix des histoires courtes de la BBC et le prix des histoires courtes de la fondation du Commonwealth. En 2004, elle est finaliste du prix Caine pour l'écriture africaine.
La même année, une de ses histoires rentre dans le Top 10 du prix du million d'écrivains (en), catégorie meilleure histoire en ligne. En 2005, elle remporte le troisième prix du concours de fiction Equiano.
Son premier roman, De Feniks (en français : Le Phoenix), est publié en septembre 2005 à Amsterdam et Anvers , et est le premier livre de fiction écrit par un flamand aux origines africaines. Elle est finaliste du Vrouw en Kultuur debuutprijs (en français : prix de la femme et de la Culture), en tant que premier roman d'un auteur féminin. Elle est également l'auteur de deux livres pour enfants.
Son second roman, Fata Morgana, est publié en néerlandais en 2008 et par la suite publié en anglais.
Son roman On Black Sisters' Street (en français : Les rues des sœurs noires) a pour thème les prostituées africaines vivant et travaillant en Belgique et est publié à Londres en 2009, par Jonathan Cape. Ce roman remporte le prix de littérature du Nigeria en 2012, d'une valeur de 100 000 $, le plus grand prix littéraire en Afrique,,.
En 2012, elle est classée, selon Zukiswa Wanner, dans The Guardian, comme l'un des cinq plus importants écrivains africains.
À l'automne 2014, l'université de Tübingen accueille Chika Unigwe et ses collègues auteurs Taiye Selasi, Priya Basil et Nii Ayikwei Parkes à la conférence des écrivains de l'année, tous ces auteurs représentant, selon Selasi, la littérature afropolitaine.
En 2014, elle publie Black Messiah, un roman sur Olaudah Equiano. En 2016, Chika Unigwe est nommée professeur de création littéraire à l'université Brown de Providence, dans le Rhode Island. En 2017, elle devien professeur invité à l'université Emory d'Atlanta, en Géorgie, et y reste jusqu'en 2019.
En 2019, elle publie Better Never Than Late, un nouveau recueil de nouvelles consacrées aux immigrants nigérians en Belgique. La même année, elle contribue à l'anthologie New Daughters of Africa, compilation de littérature de plus de 200 femmes d'Afrique et de la diaspora africaine, éditée et présentée par Margaret Busby, auteure de l'anthologie précédente Daughters of Africa parue en 1992.

## Divers
Chika Unigwe est mère de quatre garçons. Après avoir vécu dix-neuf ans à Turnhout en Belgique, elle vit depuis 2013, aux États-Unis.

## Publications
- De Feniks, 2005
- Fata Morgana [« Fata Morgana », 2007], trad. de Marguerite Capelle, Paris, Éditions Globe, 2022, 304 p.  (ISBN 978-2-38361-091-5)
- On black sisters' street, 2009
- Nachtdanser, 2011
- De zwarte messias, 2013
- Better never than late, 2019

## Sources
- (en)/(nl) Cet article est partiellement ou en totalité issu des articles intitulés en anglais « Chika Unigwe » (voir la liste des auteurs) et en néerlandais « Chika Unigwe » (voir la liste des auteurs).